# Германска марка
Вижте пояснителната страница за други значения на Марка.
Германската марка (на немски: Deutsche Mark; съкратена като DEM, DM) е официалната парична единица на Западна Германия, а след 1990 г. и на обединена Германия. Тя остава официална валута до 2002 г., когато е заменена от еврото. Нейните монети и банкноти се запазват в обращение до въвеждането на новите евромонети и евробанкноти през 2002 г.
Марката е официално платежно средство в Германия от създаването на държавата през 1871 г., първоначално като златна марка.
До изтеглянето на марката от обращение през 2002 г., тя е втората най-силна валута в световен мащаб.
Към 2006 година, все още голям брой магазини в Германия пускат промоции и големи намаления, в случай че бъде платено с марки, макар официално те вече да не са законно платежно средство.
Обменният курс на марката е фиксиран на ниво 1,95583 марки за евро и има вечна валидност при продажба на марки в офисите на Германската федерална банка.